# Sukhoi Su-28
Il Sukhoi Su-28 è una variante di addestramento declassata del Su-25UB / Su-25T, con riduzioni nei sistemi avionici e aerei, insieme all'eliminazione di tutte le capacità di armamento. È stato sviluppato in sostituzione dell'Aero L-39 Albatros. Il Su-28 è destinato all'abilità tecnica, al volo generale e all'addestramento al volo. È anche usato come aereo acrobatico.

## Progettazione e sviluppo
Il Su-28 è un aereo altamente manovrabile e robusto con la capacità di decollare e atterrare con solo uno dei suoi due motori in funzione. I motori dell'aereo possono anche funzionare con un carburante a base di diesel rispetto al carburante aeronautico più tradizionale. Come il MiG-29, ha anche la capacità di operare da piste non asfaltate mantenendo un'elevata affidabilità e un basso requisito di manutenzione. Inoltre, il Su-28 può resistere a pesanti atterraggi, permettendogli di essere più indulgente nel ruolo di addestramento. La gamma può essere estesa fino a quattro serbatoi sganciabili PTB-800, ciascuno con una capacità di 800 L.
Le differenze tra il Su-28 e il suo modello genitore Su-25UB includono l'assenza di sistemi di mira, sistemi operativi di armi, cannoni interni, tralicci d'ala (utilizzati su aerei militari per montare armi come bombe e missili). Manca anche di protezione dell'armatura per i motori, contromisure elettroniche e qualsiasi sistema dedicato alle operazioni di attacco al suolo.

## Utilizzatori
Russia
- Voenno-vozdušnye sily Rossijskoj Federacii